# Rudolf Mosse
Rudolf Mosse (Grodzisk Wielkopolski, 8 maggio 1843 – Schenkendorf, 8 settembre 1920) è stato un editore e filantropo tedesco di origine ebraica.

## Biografia
Imparata la professione di libraio, nel 1867 ha fondato la Annoncen-Expedition Rudolf Mosse a Berlino. Ha diretto la casa editrice di famiglia insieme a suo cognato Emil Cohn. Le testate giornalistiche più famose di questa casa editrice sono Berliner Tageblatt (1872), Berliner Morgen-Zeitung (1889) e Berliner Volks-Zeitung (1904). Questo primo giornale divenne presto uno dei giornali più influenti di Berlino.
Rudolf Mosse era anche un filantropo. A Berlino, nel 1893-1895 costruì una casa per orfani, gestita dalla Fondazione Mosse (Mosse-Stiftung). Nel 1917 donò 100.000 marchi a borse di studio per studenti, per le quali ottenne un dottorato onorario dall'Università di Heidelberg.
Ha anche finanziato molti edifici a Grodzisk Wielkopolski, incluso l'ospedale. La strada dove si trova l'ospedale di Grodzisk prende il suo nome. Ha anche pubblicato la Rubrica degli indirizzi della Polonia a proprie spese. Fu sepolto nel cimitero ebraico di Berlino-Weißensee.

### Famiglia
Rudolf Mosse era figlio di Markus Mosse e aveva un totale di 12 sorelle e fratelli, inclusi Solomon, Max, Paul, Albert ed Emil. Sposato con Emilia, dal cui matrimonio non ebbe figli, nel 1910 adottò Felicja Marx (1888-1972). Quando Felicja si è sposata, Rudolf Mosse ha accettato che il genero dovesse prendere il cognome "Mosse". Hans Lachmann-Mosse, ha lavorato per la casa editrice di suo suocero. Negli anni 1930, Felicja e Hans furono costretti dai nazisti a emigrare negli Stati Uniti. Il figlio di Felicja e il nipote di Rudolf era lo storico americano George L. Mosse.